# Nossa Senhora da Conceição (Cabo Verde)
Nossa Senhora da Conceição es una freguesia caboverdiana del municipio de São Filipe.

## Geografía
La freguesia abarca parte de la isla de Fogo.

## Organización territorial
La freguesia contaba en 2010 con 13 328 habitantes distribuidos en las entidades de población de:

### Ciudad
- São Filipe

### Villas
- Patim

### Localidades
- Brandão
- Cabeça do Monte
- Curral Ochô
- Cutelo
- Forno
- Jardim
- Lacacã
- Lagariça
- Luzia Nunes
- Miguel Gonçalves
- Monte Grande
- Monte Largo
- Salto
- Tongom/Piquinho
- Vicente Dias